# Vụ án Huỳnh Thị Huyền Như
Vụ án Huỳnh Thị Huyền Như chiếm đoạt hơn 600.955 tỷ Việt Nam đồng xảy ra tại VietinBank là vụ án lớn nhất trong lịch sử ngành Ngân hàng Việt Nam. Đây là một trong những vụ án kinh tế lớn nhất tại Việt Nam trong lịch sử hiện đại, với 23 bị cáo, và 47 luật sư bảo vệ cho bị cáo cũng như nguyên cáo. Nếu xét về số tiền thiệt hại, tuy không bằng Vụ án EPCO - Minh Phụng, nhưng mức độ thiệt hại thực tế thì lại là lớn nhất từ trước đến nay (nguy cơ mất trắng 3.300 tỷ). Thời gian phạm tội kéo dài từ năm 2003 đến thời điểm khởi tố (tháng 9/ 2009). Tổng số tiền các đối tượng đã huy động trong vụ án này lên đến hàng chục ngàn tỷ đồng.

## Diễn biến
Huỳnh Thị Huyền Như, nguyên là Phó phòng quản lý rủi ro Ngân hàng TMCP Công thương Việt Nam (Vietinbank) chi nhánh TP.HCM, Quyền Trưởng phòng Giao dịch Điện Biên Phủ, đã lừa đảo chiếm đoạt tiền của 9 công ty, 4 ngân hàng, 3 cá nhân. Các ngân hàng bị lừa là Ngân hàng Công Thương (Vietinbank), Ngân hàng ACB, Ngân hàng Nam Việt và Ngân hàng TMCP Tiên Phong (TPB), Ngân hàng Quốc tế VIB chi nhánh TP.HCM 180 tỷ đồng. Công ty cổ phần chứng khoán SaigonBank - Berjaya (viết tắt là SBBS) bị gạt 210 tỷ đồng.

### Huy động vốn với lãi suất cao
Có con dấu giả, Như và đồng bọn đã trực tiếp dùng các hợp đồng giả và chữ ký giả huy động vốn từ các ngân hàng, doanh nghiệp, công ty chứng khoán để vay vốn với những lời mời hết sức hấp dẫn như: Ngoài lãi suất 14% theo quy định còn trả thêm ngoài hợp đồng 8 - 10%/năm. Nhiều doanh nghiệp đã sập bẫy.
Các doanh nghiệp đều tin là Như dùng hợp đồng thật, con dấu thật. Vì vậy, họ đã gửi tài liệu xin mở tài khoản thanh toán tại Ngân hàng Công thương, chi nhánh TP HCM để Như mở hộ. Chính điều này đã tạo điều kiện cho Như làm giả chữ ký chủ tài khoản ngay từ khi mở tài khoản. Tiền cho vay gửi vào tài khoản thanh toán của doanh nghiệp cho phép Như tự trích. Sau khi tất toán hợp đồng thì tự hủy; hợp đồng tiền gửi có kỳ hạn được thế chấp vay vốn ở ngân hàng khác trừ Ngân hàng Công thương và chuyển tiền về những "địa chỉ" do Như sắp đặt.
Ngay sau khi nhận được tiền vay, Như chuyển tiền mặt và chuyển khoản trả sòng phẳng cho các cá nhân đã "tạo điều kiện" cho Như tại các ngân hàng, doanh nghiệp theo thỏa thuận. Vì vậy, trong một thời gian dài Như có uy tín rất lớn.
3 công ty Phúc Vinh, Thịnh Phát và Công ty Hưng Yên bị Huỳnh Thị Huyền Như lừa với số tiền bị mất lên tới xấp xỉ 1.600 tỷ đồng.

### Đánh tráo hồ sơ mở tài khoản, giả chứng từ để chuyển tiền rút tiền
Là Giám đốc Phòng Giao dịch của Ngân hàng Công thương, hiểu biết rõ về nghiệp vụ ngân hàng, sau khi Ngân hàng Công thương nhận hồ sơ mở tài khoản của khách hàng, Huyền Như đã lập hồ sơ mở tài khoản giả, chữ ký giả, dấu giả để đánh tráo hồ sơ mở tài khoản do khách hàng lập. Sau khi khách hàng chuyển tiền vào tài khoản của khách hàng tại Ngân hàng Công thương, Huyền Như lập lệnh chi giả, lệnh chuyển tiền giả để chiếm đoạt tiền trên tài khoản tiền gửi của khách hàng tại Ngân hàng Công thương.
Với thủ đoạn như vậy, Huyền Như đã làm giả 127 lệnh chi, chiếm đoạt 1.598 tỷ từ tài khoản tiền gửi của ba công ty Phúc Vinh, Thịnh Phát và Hưng yên, 50 tỷ đồng của hai cá nhân Nguyệt và Bé Năm.

### Giả chứng từ để chuyển tiền, rút tiền
Huyền Như đã dùng chữ ký giả, dấu giả lập các lệnh chi, chứng từ chuyển tiền, rút tiền chiếm đoạt tiền gửi tại Ngân hàng Công thương, chiếm đoạt 210 tỷ đồng từ tài khoản của Công ty CP CK Saigonbank-Berjaya (SBBS), chiếm đoạt 550,35 tỷ từ tài khoản của Công ty Phương Đông và Công ty An Lộc.
Huyền Như còn tự ý lập 16 thẻ tiết kiệm với số tiền hơn 81 tỷ đứng tên khách hàng gửi tiền, làm giả 16 Lệnh chi, ký giả chữ ký của 9 chủ thẻ tiết kiệm này để rút tiền, chiếm đoạt.

### Chiếm đoạt
Từ tháng 3-2004 đến 9-2009, ACB của Bầu Kiên ủy thác cho 19 nhân viên gửi tổng cộng gần 719 tỷ đồng vào VietinBank (Chi nhánh Nhà Bè và Chi nhánh TP HCM) với lãi suất từ 17,8% - 18,5%/năm song bị Huyền Như chiếm đoạt toàn bộ.
Huyền Như tự ý chuyển đi trên hệ thống máy tính, chiếm đoạt gần 125 tỷ đồng từ tài khoản của Công ty cổ phần bảo hiểm Toàn cầu.
Huyền Như còn huy động rất nhiều tiền của các môi giới, nhà đầu tư cổ phiếu OTC (thị trường cổ phiếu chưa niêm yết), bất động sản với lãi suất 5%/tháng để thực hiện các dịch vụ đáo nợ ngân hàng, nhưng thực chất để lừa đảo, quỵt nợ.

### Dùng hồ sơ giả để vay tiền của Ngân hàng Công thương
Theo kết luận điều tra, Huyền Như tự ý giả chữ ký, lập 83 thẻ tiết kiệm do Ngân hàng Công thương phát hành trị giá 533,55 tỷ đồng đứng tên các khách hàng gửi tiền. trên cơ sở hợp đồng tiền ký gửi với Vietinbank, các nhân viên Ngân hàng ACB, ngân hàng Nam Việt đã chuyển tiền vào tài khoản của từng người mở tại Ngân hàng Công thương. Sau đó Huyền Như sử dụng trái phép các thẻ tiết kiệm này làm tài sản bảo đảm, lập hợp đồng vay tiền giả, ký giả chữ ký của chủ thẻ để vay 514,54 tỷ đồng tại 2 phòng giao dịch Điên Biên Phủ và Đinh Tiên Hoàng thuộc Ngân hàng Công thương TP.HCM.
Các cán bộ của Phòng giao dịch Ngân hàng Công thương đã vi phạm quy định về cho vay, đề xuất lãnh đạo duyệt cho vay, ký hợp đồng cho vay mà không có mặt của người vay hoặc người bảo lãnh tại Ngân hàng.
Sau khi biết bị Huyền Như lừa, Ngân hàng Công thương vẫn dùng số tiền từ thẻ tiết kiệm đã được cầm cố để thu hồi các khoản nợ đã cho vay sai mà không có sự đồng ý của chủ thẻ tiết kiệm.

## Nguyên nhân, mô hình Ponzi
Huyền Như đầu tư cổ phiếu với khối lượng rất lớn trên thị trường chứng khoán. Như là một trong những khách hàng VIP của nhiều công ty chứng khoán vì số vốn vài chục tỷ đồng và cũng có "danh" của chồng làm bảo chứng. Sau một thời gian giao dịch, giao dịch rất lớn, Như trở thành khách hàng thân thiết của các CTCK và được hưởng những đặc quyền như tăng tỷ lệ sử dụng đòn bẩy và chậm thanh toán. Tính từ tháng 5-2010 đến nay, TTCK giảm nhiều hơn tăng, khó khăn ngày càng chồng chất, càng đánh lớn, càng lỗ nặng. Thua lỗ, cộng với áp lực trả lãi với lãi suất khủng Như lại càng say máu hơn nữa.
Bên cạnh đó từ đầu năm 2003, khi là cán bộ tín dụng VietinBank Chi nhánh Thành phố Hồ Chí Minh, Như đã vay hơn 200 tỷ đồng của nhiều ngân hàng, tổ chức, cá nhân để kinh doanh bất động sản tại Thành phố Hồ Chí Minh, Đà Nẵng, Bà Rịa - Vũng Tàu, Đà Lạt, Quảng Nam và An Giang. Đến năm 2006, do kinh doanh thua lỗ và phải trả lãi suất cao, Như không có khả năng thanh toán. Trong quá trình kinh doanh, do cần nguồn vốn nên Như đã vay nóng lãi suất cao của hàng chục cá nhân. Số tiền vay đến năm 2006 lên đến hàng trăm tỷ đồng, Như không có khả năng thanh toán. Nguyễn Thị Phương Hoàng Trung cho Như vay tiền với lãi suất cao gấp 10,66 lần so với lãi suất cao nhất của Ngân hàng Nhà nước quy định, đã hưởng tiền lãi trên 660 tỷ đồng.
Để cần tiền chơi và tiền trả khoản thua lỗ, Huyền Như chiếm đoạt và lừa đảo các khách hàng của Vietinbank. Đây cũng là một vụ lừa đảo theo Mô hình Ponzi (Ponzi scheme), tiền lừa của người sau để trả lãi cho các khoản vay trước, vì vậy số tiền cần huy động ngày càng tăng.

#### Ủy thác đầu tư
Một trong những lý do Huyền Như có khả năng huy động một lượng tiền lớn như vậy vì: Trong vòng 18 tháng, từ tháng 5-2010 đến tháng 11-2011 một số ngân hàng đã ủy thác cho nhân viên gửi tiền vào các ngân hàng khác với lãi suất cao hơn quy định. Theo cơ quan điều tra, ở ACB con số ủy thác là 36 ngàn tỷ đồng vào 29 ngân hàng khác.
Thời điểm đó chính sách thắt chặt tiền tệ bắt đầu guồng quay nhanh, mặt bằng lãi suất được nâng lên qua việc tăng dần trần lãi suất huy động. Những ngân hàng yếu kém ngay lập tức gặp vấn đề thanh khoản và khi kênh liên ngân hàng trục trặc do yêu cầu của người cho vay đòi hỏi người vay phải có tài sản thế chấp (thường là vàng, ngoại tệ), huy động vốn từ dân cư, doanh nghiệp là con đường duy nhất để "chữa cháy" thanh khoản bấy giờ.
Trần lãi suất huy động đã bị xé rào trên diện rộng. Ngân hàng lách đủ kiểu để trả cho người gửi tiền mức lãi suất cao hơn trần. Trên các bảng niêm yết lãi suất tiết kiệm của ngân hàng và trong số tiền gửi của người dân, lãi suất là một đường thẳng băng đồng loạt 14%, nhưng thực tế người ta nhận được lãi suất tới 17-19%/năm, thậm chí 20%/năm nếu số tiền lên tới hàng tỷ đồng. Nhiều ngân hàng dư thừa vốn, trong khi các ngân hàng yếu kém rất cần vốn, mà Ngân hàng nhà nước lại áp đặt mức lãi suất trần. Vì vậy, "kế sách" ủy thác cho nhân viên gửi tiền vào ngân hàng khác xuất hiện.
Trong vụ vỡ nợ của Huỳnh Thị Huyền Như (Hà Nội), bà Như đã dùng các công ty "sân sau"... để ký hợp đồng uỷ thác đầu tư nhằm huy động vốn, sau đó lại chuyển toàn bộ số tiền về doanh nghiệp của bà Như (doanh nghiệp nhận vốn đầu tư). Với hình thức hợp đồng uỷ thác đầu tư và kẽ hở của các ngân hàng đã giúp bà Như huy động lên tới hàng ngàn tỷ đồng rồi chiếm đoạt. Hậu quả là các nhà đầu tư trót giao vốn uỷ thác đầu tư trắng tay.
Trong vụ án Huyền Như, ACB đã gửi vào chi nhánh Nhà Bè và chi nhánh Thành phố Hồ Chí Minh của Ngân hàng Công Thương 719 tỷ đồng, Ngân hàng Hàng Hải, qua các bước dích dắc, cũng gửi vào chi nhánh Vietinbank Nhà Bè 2.500 tỷ đồng, Ngân hàng Nam Việt gửi 1.500 tỷ đồng, Ngân hàng Tiên Phong (TienPhongBank) gửi 1.860 tỷ đồng.

## Khuất tất sau vụ án
Có nhiều câu hỏi liên quan đến số tiền gần 5 ngàn tỷ đã đi đâu. Số tiền trả lãi vay không lớn đến như vậy. Theo đó, có nguy cơ mất trắng 3.300 tỷ đồng.
Vietinbank tuyên bố không chịu trách nhiệm bồi hoàn các khoản lừa đảo của Huyền Như, nói rằng Huyền Như lừa đảo, dùng dấu giả. Vì vậy, Huyền Như chỉ mắc tội lừa đảo (án cao nhất là chung thân) chứ không phải là tham ô (án cao nhất là tử hình). Vì là vụ lừa đảo nên Vietinbank cho rằng mình vô can.

## Các cá nhân bị khởi tố
- Huỳnh Thị Huyền Như (SN 1975, thường trú ở phường 22, quận Bình Thạnh, TP HCM), nguyên Quyền trưởng phòng giao dịch Điện Biên Phủ, Vietinbank, chi nhánh TP HCM bị khởi tố về 2 tội danh: "Lừa đảo chiếm đoạt tài sản", "Làm giả con dấu, tài liệu của cơ quan tổ chức". Huyền Như từng là thành viên Hội đồng quản trị Công ty cổ phần chứng khoán Phương Đông (ORS), có quan hệ tình cảm của một Phó giám đốc (đã có gia đình) chi nhánh Ngân hàng thương mại cổ phần công thương Việt Nam (Vietinbank).
- Võ Anh Tuấn (nguyên Phó giám đốc Vietinbank chi nhánh Nhà Bè): bạn trai của Như, đã có gia đình, người đứng ngay sau Như cùng tội danh: "Lừa đảo chiếm đoạt tài sản"
- Ngân hàng Vietinbank: ngoài Huyền Như còn có 22 bị can khác bị truy tố về các tội danh: Lừa đảo chiếm đoạt tài sản; Cho vay lãi nặng; Vi phạm quy định về cho vay trong hoạt động của các tổ chức tín dụng; Lợi dụng chức vụ quyền hạn trong khi thi hành công vụ; Thiếu trách nhiệm gây hậu quả nghiêm trọng và Làm giả con dấu, tài liệu của cơ quan, tổ chức. Trong đó có 13 bị can nguyên là trưởng, phó phòng, cán bộ, nhân viên phòng giao dịch Điện Biên Phủ và Phòng giao dịch Đinh Tiên Hoàng thuộc Vietinbank cùng Phòng giao dịch Võ Văn Tần thuộc Vietinbank chi nhánh Nhà Bè, TP HCM.[15] Cả ngân hàng Vietinbank cũng bị kiện là phải chịu trách nhiệm cho số tiền mà công ty SBBS đã mở tài khoản ở ngân hàng này.
- Ngân hàng ACB: 6 người gồm ông Nguyễn Đức Kiên (bầu Kiên), nguyên Phó chủ tịch Hội đồng Sáng lập Ngân hàng TMCP Á Châu (ACB); ông Trần Xuân Giá, nguyên Chủ tịch HĐQT ACB; các Phạm Trung Cang, Lê Vũ Kỳ và Trịnh Kim Quang, là nguyên các Phó chủ tịch HĐQT ACB; Lý Xuân Hải, nguyên Tổng giám đốc ACB, do có hành vi cố ý làm trái các quy định của Nhà nước về quản lý kinh tế gây hậu quả nghiêm trọng.
- Phạm Văn Chí (trú tại TP.HCM) bị đề nghị truy tố về hành vi "cho vay nặng lãi". Chính người này đã cho Huyền Như vay nặng lãi, liên tục đòi nợ, là một trong các nguyên nhân dẫn tới Huyền Như đi lừa đảo.

## Tòa sơ thẩm
Ngày 24 tháng 1 năm 2014, Huyền Như nhận án chung thân cho tội lừa đảo chiếm đoạt tài sản và 6 năm tù cho tội làm giả con dấu của cơ quan tổ chức, chị gái Huyền Như là Huỳnh Thị Mỹ Hạnh lĩnh án 14 năm tù, "nữ đại gia" Thiên Lý nhận án 2 năm (tổng hợp hình phạt trước đó 4 năm là 6 năm tù). VKSND TP HCM cho biết vừa ký quyết định kháng nghị yêu cầu cấp phúc thẩm xử theo hướng tăng hình phạt đối với Võ Anh Tuấn (nguyên cán bộ Văn phòng VietinBank Chi nhánh TP HCM) về tội "Lừa đảo chiếm đoạt tài sản" và Đào Thị Tuyết Dung (SN 1969, nguyên Giám đốc Công ty TNHH Dung Vân) về 2 tội "Lừa đảo chiếm đoạt tài sản", "Cho vay nặng lãi". Trong phiên sơ thẩm, đại diện VKS giữ quyền công tố đã đề nghị mức án từ 18,5 năm tù đến 21 năm tù đối với bị cáo Đào Thị Tuyết Dung và tù chung thân đối với Võ Anh Tuấn nhưng TAND cùng cấp chỉ xử phạt Dung 12 năm tù và Tuấn 20 năm tù.
Tại phiên tòa mở lại ngày 20-5-2014, Thẩm phán Nguyễn Hữu Chính, Chủ tọa phiên tòa đã công bố các tài liệu liên quan đến sức khỏe của ông Trần Xuân Giá. Theo đó, các bác sỹ chẩn đoán ông Giá ung thư đại tràng, cùng nhiều bệnh nặng khác. Hiện sức khỏe yếu. các đại diện Viện Kiểm sát giữ quyền công tố tại tòa cho rằng ông Giá đã có các lời khai trong quá trình điều tra, do vậy, không nên để việc bị cáo Giá ảnh hưởng đến quá trình xét xử, do đó, đề nghị Hội đòng xét xử tạm đình chỉ vụ án đối với ông Giá vì lý do sức khỏe. khi này lý do đó không tồn tại sẽ xét xử sau. Luật sư của ông Trần Xuân Giá ủng hộ ý kiến này. Sau 10 phút hội ý, Hội đồng xét xử quyết định đình chỉ vụ án dối với bị can Trần Xuân Giá.

## Tòa phúc thẩm
Ngày 24.12.2014, phát biểu quan điểm trong phiên xét xử phúc thẩm Huỳnh Thị Huyền Như, Viện Kiểm sát nhân dân tối cao nhận định bản án sơ thẩm sai sót nghiêm trọng và kiến nghị tòa hủy, sửa một phần để điều tra xét xử lại Huyền Như theo tội danh tham ô tài sản.
Viện KSND tối cao cho rằng là người có trách nhiệm và quyền hạn của Ngân hàng VietinBank, Huyền Như đã chiếm đoạt 1.085 tỷ đồng của VietinBank mà trước đó bản án sơ thẩm xác định số tiền này do Huyền Như lừa đảo của các doanh nghiệp. Viện kiểm sát cho rằng Công ty Phương Đông là khách hàng của VietinBank từ trước. Tương tự là trường hợp của các khách hàng khác là Công ty Hưng Yên, An Lộc, SBBS, Hoàn Cầu. Toàn bộ số tiền của năm công ty này là 1.085 tỷ đồng đã được các công ty mở và gửi vào tài khoản hợp lệ, hợp pháp, tiền này cũng đã vào đến hệ thống của VietinBank và được thống kê kế toán của VietinBank. Hồ sơ vụ án và quá trình xét hỏi cho thấy Như chỉ chiếm đoạt sau khi tiền gửi hợp pháp đã vào VietinBank. Viện kiểm sát đề nghị hội đồng xét xử tuyên buộc VietinBank phải có trách nhiệm trả tiền cho các khách hàng khi đánh mất tiền của họ.
Cùng gửi tiền vào VietinBank giống năm công ty, cùng bị chiếm đoạt, nhưng hai ngân hàng ACB và NaviBank đã bị viện kiểm sát đề nghị bác toàn bộ kháng cáo về trách nhiệm dân sự trong vụ án. Viện kiểm sát cho rằng hai ngân hàng này đã tự đặt mình vào tình trạng pháp lý để pháp luật không thể bảo vệ: "Việc mất tiền của ACB xuất phát từ lỗi của lãnh đạo ACB và Huỳnh Thị Bảo Ngọc và lỗi của nhân viên ACB tạo điều kiện thuận lợi cho Huyền Như chiếm đoạt. Chính ACB đã giao dịch trái pháp luật nên không được pháp luật bảo vệ, và vì lý do đó ACB phải chịu trách nhiệm về việc bị Huyền Như lừa đảo chiếm đoạt 718 tỷ đồng".
Về việc bác kháng cáo của NaviBank, đại diện viện kiểm sát cho rằng cũng giống ACB, NaviBank đã có hành vi trái pháp luật là gửi tiền vào VietinBank để hưởng lãi suất chênh lệch bằng cách lập các hợp đồng tín dụng giả tạo để lách luật cho vay.
Ngày 7 tháng 1 năm 2015, Tòa phúc thẩm đã xử VietinBank phải bồi thường cho 5 công ty nêu trên, kiến nghị khởi tố vụ án đối với Trương Minh Hoàng, Nguyễn Thị Minh Hương (nguyên Phó giám đốc Vietinbank chi nhánh TP HCM) liên quan đến việc ký kết các hợp đồng tiền gửi của Ngân hàng ACB và một số công ty khác, tạo điều kiện để Như làm giả chữ ký chiếm đoạt tiền; kiến nghị xem xét trách nhiệm của ông Nguyễn Văn Sẻ (nguyên giám đốc Vietinbank chi nhánh TP HCM), điều tra làm rõ trách nhiệm về việc để xảy ra tình trạng sai phạm kéo dài ở Vietinbank.

## Vụ án 5 công ty đòi tiền VietinBank
Tại phiên tòa ngày 8-2-2018, đại diện của 5 doanh nghiệp gồm: Công ty CP Chứng khoán Saigonbank-Berjaya, Công ty CP Đầu tư Hưng Yên, Công ty CP Chứng khoán Phương Đông, Công ty CP Bảo hiểm Toàn Cầu, Công ty CP Đầu tư Thương mại An Lộc đòi VietinBank Việt Nam phải trả cho các doanh nghiệp này toàn bộ tiền gốc (số tiền bị Huỳnh Thị Huyền Như chiếm đoạt là trên 1.085 tỷ đồng) cộng với lãi suất theo quy định. Họ cho là, đã gửi tiền vào tài khoản của mình tại VietinBank theo đúng quy định của VietinBank, việc Huỳnh Thị Huyền Như tự rút tiền từ những tài khoản này là chuyện nội bộ của ngân hàng. Số tiền đòi bồi thường cụ thể là Công ty Hưng Yên hơn 400 tỷ đồng, Công ty CP chứng khoán Saigonbank-Berjaya hơn 220 tỷ đồng, Công ty Bảo hiểm Toàn Cầu hơn 149 tỷ đồng; Công ty Phương Đông gần 900 tỷ đồng và Công ty An Lộc 400 tỷ đồng.